# Denis Krivošljikov
Denis Ivanovič Krivošljikov (rus. Денис Иванович Кривошлыков) (Moskva, Rusija, 10. svibnja 1971.) je bivši ruski rukometaš i nacionalni reprezentativac. Igrao je na poziciji desnog vanjskog/krila, te je cijelu igračku karijeru proveo u svega dva kluba: CSKA Moskvi i Ademar Leónu. Bio je član legendarne ruske generacije koja je osvojila svjetski, europski i olimpijski naslov.

## Karijera
Krivošljikov je karijeru započeo u rodnoj Moskvi nastupajući za CSKA. S klubom je 1994. i 1995. bio nacionalni prvak dok je 1999. prešao u španjolski Ademar León. Za klub je igrao dugih trinaest sezona te je u tom razdoblju s njime uspio osvojiti španjolsko prvenstvo, kup, Superkup i Kup pobjednika kupova (sezona 2004./05. protiv Zagreba).
Za reprezentaciju je odigrao preko 150 utakmica te je s njome uspio osvojiti sva tri glavna rukometna turnira. To razdoblje obilježilo je i veliko rivalstvo sa Švedskom s kojom se Rusija često borila u finalima. Tako je primjerice Rusija protiv Švedske osvojila svjetski naslov u Japanu 1997. da bi se Švedska u Egiptu 1999. uspjela revanširati. Drugi primjer je europsko prvenstvo u Hrvatskoj 2000. kada je Švedska protiv Rusije uspjela osvojiti svoj treći naslov da bi iste godine na Olimpijskim igrama u Sydneyju, Rusija uzvratila istom mjerom.
Posljednji trofej koji je Krivošljikov uspio osvojiti s Rusijom je olimpijska bronca u Ateni 2004. a tijekom dugog igranja za reprezentaciju, uglavnom je nosio dres s brojem 6.
Od profesionalne igračke karijere oprostio se 2012. godine.

## Vanjske poveznice
- Profil rukometaša na Sports-reference.com  Arhivirana inačica izvorne stranice od 12. studenoga 2012. (Wayback Machine)